# ميخائيل كيرك
ميخائيل كيرك (بالإنجليزية: Michael Kirk)‏ هو صحفي أمريكي، ولد في 6 نوفمبر 1947 في دنفر في الولايات المتحدة.

## وصلات خارجية
- ميخائيل كيرك على موقع IMDb (الإنجليزية)
- ميخائيل كيرك على موقع قاعدة بيانات الفيلم (الإنجليزية)